# Bernhard Gunz
Bernhard Gunz (* 6. August 1965) ist ein ehemaliger österreichischer Fußballspieler.

## Karriere
Gunz begann seine Karriere beim FC Dornbirn 1913. Zur Saison 1982/83 rückte er in den Kader der zweiten Mannschaft der IG Bregenz/Dornbirn. Zur Saison 1985/86 rückte er in den Profikader der IG. Für diese debütierte er dann im August 1985 gegen den SV Austria Salzburg in der 2. Division. In zwei Zweitligaspielzeiten kam er zu 57 Einsätzen für Bregenz/Dornbirn, ehe das Team 1987 aus der 2. Division abstieg und sich die IG daraufhin auflöste.
Zur Saison 1987/88 kehrte er dann zu seinem nun eigenständigen Stammklub Dornbirn zurück, mit dem er zu Saisonende den Zweitligaaufstieg schaffte. In der Saison 1988/89 absolvierte er 22 Zweitligapartien, mit dem FCD stieg er aber direkt wieder in die Westliga ab. Im Jänner 1995 wechselte Gunz innerhalb der Stadt zum Dornbirner SV, bei dem er nach der Saison 1996/97 seine Karriere beendete.

## Persönliches
Sein Bruder Henrik (* 1966) war ebenfalls Fußballspieler und mit ihm bei Bregenz/Dornbirn und Dornbirn Zweitligaprofi, sein Sohn Felix (* 2004) schaffte ebenfalls den Sprung in den Profikader der Dornbirner, ohne allerdings eine Partie zu absolvieren.